# Distrito de Pilpichaca
El distrito de Pilpichaca es uno de los dieciséis que conforman la provincia de Huaytará, ubicada en el departamento de Huancavelica, en la zona de los Andes centrales del Perú.
Desde el punto de vista jerárquico de la Iglesia católica, forma parte de la diócesis de Huancavelica.

## Historia
Fue creado en la época de la independencia; la capital de éste distrito fue trasladada al pueblo de su nombre al de Santa Ana, por ley N.º 14150 de 22 de junio de 1962 y por ley N.º 15369 de 8 de enero de 1965, se restituyó al pueblo de Pilpichaca su categoría de capital distrital.
.-.

## Geografía
Abarca una superficie de 2 162,92 km².

## Autoridades

### Municipales
- 2023 - 2026
- Alcalde: Balvin Teobaldo Huamaní Maldonado, Movimiento Regional AYNI.
- 2011 - 2014[2][3]
  - Alcalde: Emilio José Taype, Movimiento independiente Trabajando Para Todos (TPT).
  - Regidores:  Donato Quispe Conislla (TPT), Reyder Grober Huincho Lloclla (TPT),  Jules Rimet Araoz Auris (TPT), Feliciana Josafat Quispe Ticllasuca  (TPT),  Walder Conecio Eslava Sotomayor (Partido Aprista Peruano).[4]
- 2007-2010[5]
  - Alcalde: Edgar Luis Lloclla Huincho, Movimiento independiente Trabajando Para Todos (TPT).

### Policiales
- Comisario:  PNP. Alférez PNP Kristian Pedro CARPIO TALAVERA

### Religiosas
- Diócesis de Huancavelica[6]
  - Obispo de Huancavelica: Monseñor Isidro Barrio Barrio.[7]